# 联合国安全理事会第43号决议
联合国安理会43号决议是于1948年4月1日在联合国安全理事会第277次会议上一致通过的。该决议是关于巴勒斯坦问题的。
决议要求立即在巴勒斯坦实行休战，请阿拉伯人和犹太人社区停止武装对抗，并派人前往安理会订立休战办法，任一方不愿休战的，要负重大责任。